# 流れと共に
『流れと共に』（ながれとともに、ドイツ語: Mit der Strömung）作品174は、ワルツ王ヨハン・シュトラウス2世の弟であるエドゥアルト・シュトラウス1世が1878年頃にウィーンで作曲したポルカ・フランセーズ。
演奏時間はおよそ4分。

## 概要
1879年の1月23日に、ウィーンのムジークフェラインの大ホールにおける技術者舞踏会で、作曲者自身の指揮とシュトラウス楽団による演奏で初演されたポルカ。上品でしっとりとした趣の主部と、ややセンチメンタルに響く楽想のトリオ部分とのメロディーの強弱の対比によって構成されている。タイトルの持つイメージとは異なり、エドゥアルト1世のその他のゆっくりとして穏やかな内容のポルカと同じく、典型的な一貫して落ち着いたテンポによるフランス風の特徴を持った優美なポルカである。